# Гута (группа компаний)
«Гу́та» — многопрофильная советская и российская группа компаний. Штаб-квартира — в Москве.
Основана Юрием Гущиным в 1989 году (в 2014 году — № 64 в российском Forbes). Группа оценивает собственные активы в 10 млрд евро.

## Деятельность
В группу входят:
- «Объединённые кондитеры» (19 предприятий пищевой промышленности, в том числе московские кондитерские фабрики «Красный Октябрь», «Рот Фронт», концерн «Бабаевский»)[3].
- «Гута-банк»[3].
- «Гута-Девелопмент», управляющая комплексом «Красный Октябрь» на Болотном острове, а также реализующая проекты в сфере недвижимости[3] («Итальянский квартал» в Тверском районе, курорт «Пирогово» на Клязьме, планы строительства на Звенигородском шоссе[4] и в районе Октябрьского поля[5]).
- «Гута-Страхование»[6].
- «Гута-Клиник»[7].

Группе принадлежит один из  московских отелей «Савой» и отель на Сейшелах.
Ранее группе также принадлежал сравнительно крупный «Гута-банк». В 2004 году банк стал жертвой «кризиса доверия» и утратил платёжеспособность. 16 июля 2004 года Гута-банк был продан «Внешторгбанку» (ныне — «ВТБ») за символический 1 млн руб. и впоследствии преобразован в банк «ВТБ 24».
К концу 2005 года «Гута» сосредоточила в своих руках управление строительством ММДЦ «Москва-Сити», доведя свою долю в управляющей компании ОАО «Сити» почти до 40 %, однако затем вышла из проекта.
С марта 2008 года группа «Гута» возродила бренд «Гута-банк», путём переименования принадлежащего группе банка «Тверь».
В 2013 году группа приобрела авиакомпанию Red Wings, являющуюся эксплуатантом российских самолётов Ту-204 и Сухой Superjet, у предпринимателя Александра Лебедева. По состоянию на 2023 год авиакомпания входит в контур управления госкорпорации Ростех.